# هنري ويرتز توماس
هنري ويرتز توماس هو محامي وقاضي وسياسي أمريكي، ولد في 20 أكتوبر 1812 في ليسبورغ في الولايات المتحدة، وتوفي في 22 يونيو 1890 في فيرفاكس في الولايات المتحدة. نشط حزبياً في الحزب الجمهوري. وقد انتخب عضو مجلس ولاية فرجينيا ‏.